# Charles Bailleul
Pour les articles homonymes, voir Bailleul.
Charles Bailleul, également connu sous le nom malien d'adoption de Baabilen Kulubali, est un père blanc de la Société des missionnaires d'Afrique et un spécialiste mondialement connu de la langue bambara.

## Biographie
Il est né le 21 décembre 1927 à Lille. Son père était menuisier. Ordonné prêtre le 18 avril 1954, il est d'abord nommé aux études universitaires et obtient une licence-ès-lettres classiques à Strasbourg en 1957. Après huit ans d’enseignement au petit séminaire de Bonnelles, il est nommé au Mali en 1965, où il résidera jusqu'en 2009.
Au Mali, le père Bailleul débute par six mois de stage de langue au Centre d'Études de Langue (CEL) de Falajè (langues bambara, jula et malinké).
Il termine sa formation à l'université de Dakar (où il obtient un certificat de linguistique africaine).
De 1967 à 1970, il est vicaire à la paroisse de Falajè. Nommé directeur au Centre d’Ėtudes de Langue (CEL), il gardera cette fonction pendant dix-sept ans, de 1970 à 1986, mettant au point sa méthode de description et d'apprentissage de la langue bambara.
De 1986 à 1992, il est vicaire à la paroisse de Kolokani dans la même zone bambara du Bélédougou, au NNE de Bamako.
De 1992 à 2009, il est détaché pour tous travaux de langue (traductions liturgiques et bibliques, publications concernant la langue ou la culture bambara...). C'est pendant cette période qu'il publie plusieurs autres ouvrages qui feront autorité : deux dictionnaires, un recueil de proverbes, des contes traditionnels illustrés, et un ouvrage sur les plantes médicinales de l'Afrique soudano-sahélienne,.
Revenu au pays natal à 82 ans, il poursuit ses travaux :
- un livre sur les arbres du Burkina Faso, du Mali ... qui fait connaître l’œuvre d'un aîné (le Père Jean Tiquet)
- un livre de contes illustrés aux Éditions Karthala en deux versions (française et bambara).

## Publications
- Charles Bailleul, Contes bilingues bambara-français aux Éditions Donniya : La petite souris qui a perdu son enfant (1997) Illustrations de Fatinia Aaron alias Svetlana Amegankpoé, Monsieur Déchéance (1997), Vieux comme le monde (1997), Fais-toi des amis (2000) Illustrations de Svetlana Amegankpoé
- Charles Bailleul, Contes monolingues aux Éditions Donniya : Sabu ka furu ko (bambara, 2002), Le mariage de Sabou (français, 2002) Illustrations de Svetlana Amegankpoé
- Charles Bailleul, Cours pratique de bambara, Bamako, Éditions Donniya, 2005 (ronéotypé en 1973).
- Charles Bailleul, Sagesse bambara, Bamako, Éditions Donniya, 2005.
- Charles Bailleul, Dictionnaire français-bambara, Bamako, Éditions Donniya, réimpression en 2006.
- Charles Bailleul, Dictionnaire bambara-français, Bamako, Éditions Donniya, 2007 (1re édition en 1996).
- Marcel Forgues et Charles Bailleul, Richesses médicinales, Bamako, Éditions Donniya, 2009
- Jean Tiquet, Charles Bailleul et Pierre Meynet, Espèces arbustives spontanées du Burkina-Faso, du Mali et du Sénégal... , Éditions Karthala, 2015
- Charles Bailleul, Ta-Tè-Nya (version bambara) ou Monsieur Réussit-pas aux Éditions Donniya (2016) Illustrations de Ali Thiam dit Picasso,
- Charles Bailleul, Contes du Bèlèdougou (Mali) Éditions Karthala, 2017 Illustrations de Marie-Annick Dutreil
- Charles Bailleul, Contes Bambara (compilation en un ouvrage des 4 contes cités en premier)   Fais-toi des amis, La petite souris qui a perdu son enfant,  Vieux comme le monde et Monsieur Déchéance. Illustrations de Svetlana Amegankpoé. Aux Éditions Donniya 2018.